# Саманта Мишовић
Самнта Мишовић (грч. Σαμάνθα Μίσοβιτς, Јерапетра) је грчка манекенка и носилац титуле Мис Грчке 2022. године.

## Биографија
Саманта је рођена и одрасла у Јерапетри на Криту. Њен отац је Србин а мајка Украјинка. Од малих ногу се бавила теквондом на турнирском нивоу. Са 12 година родитељи су је послали на војни камп у Србији. Била је учесница грчке верзије међународног ријалити шоуа Велики брат 2021. године. Учествовала је на такмичењима лепоте на Криту и Пелопонезу, на којима је освајала титуле лепотице. На такмичењу лепоте Мис Грчке одржаном 20. новембра 2022. године, Саманта је понела ленту лепотице Грчке. Након такмичеања, она је изјавила да је трпела извесно малтретирање због њеног етничког порекла. Замерано јој је што је постала мис Грчке иако није Гркиња и да је заузела место многим грчким лепотицама. Према њеним речима, неки људи у Грчкој мисле да је такмичење лепоте Мис Грчке грчка институција, и да лепотице негрчког порекла немају право да представљају Грчку. Саманта је на такмичењу лепоте Мис света 2023, одржаном у Индији 9. марта 2024. године представљала Грчку. У спортским дисциплинама, Саманта се пласирала међу 8 најбољих у европском тиму.